# Dendrolagus spadix
Dendrolagus spadix — вид родини Кенгурових. Етимологія: лат. spadix — «каштан», натякаючи на колір хутра. Живе у низинних тропічних лісах, де це пов'язано з карстовими середовища проживання на низовинному Папуському Плато, Нова Гвінея. Діапазон поширення за висотою: 0—800 м над рівнем моря. 

## Загрози та охорона
Знаходиться під локальними загрозами полювання на м'ясо, але загроза не є великою завдяки невеликій щільності проживання тут людей унаслідок негостинної топографії вапнякового регіону. У деяких окремих частинах ареалу тварини здійснюється також вирубка лісу. В одній місцевості здійснюється буріння для видобутку нафти.